# Yernos Perfectos
Yernos Perfectos es el disco debut de la banda de cuarteto argentina Los Caligaris. Fue lanzado en el año 2002, a través del sello BMG. Su sencillo, "Nadie es perfecto", se convirtió en todo un éxito y llegó a ser número uno en casi todas las radios nacionales, llevando al grupo a la popularidad.

## Listado de temas
1. Estimada señorita
2. Negra
3. Te pido por dios, enamorate
4. No le des bola
5. Un segundo beso
6. Que feo soy
7. Pobre yo (Himno a la suegra)
8. Preso sin tu amor
9. Andá a lavarte las patas
10. Pancho, el microbio
11. A vos
12. Carnaval
13. Nadie es perfecto